# Caquiaviri
Caquiaviri es una localidad y municipio de Bolivia, ubicado en la provincia de Pacajes del departamento de La Paz.
La localidad se encuentra ubicada a 89 km de la ciudad de La Paz, capital del departamento, y se halla a 3.950 metros sobre el nivel del mar. El municipio de Caquiaviri tiene una superficie de 1.586 km² y cuenta con una población de 14.687 habitantes (según el Censo INE 2012).
Los pobladores de Caquiviri dicen que esta  es la cuna del baile tradicional del ch'uta cholero, sin embargo, no presentan pruebas fotográficas ni históricas. El municipio de Corocoro tiene todas las evidencias y pruebas para afirmar que es cuna del Ch'uta.

## Demografía
De acuerdo con el censo boliviano de 2024, la población del municipio de Caquiaviri es de 15 464 habitantes.
La población del municipio aumentó aproximadamente a la mitad entre 1992 y 2024, mientras que la población de la localidad se ha más que duplicado entre 1992 y 2012:
| Año  | Habitantes (municipio) | Habitantes (localidad) | Fuente                  |
| ---- | ---------------------- | ---------------------- | ----------------------- |
| 1992 | 10 036                 | 192                    | Censo boliviano de 1992 |
| 2001 | 11 901                 | 388                    | Censo boliviano de 2001 |
| 2012 | 14 687                 | 497                    | Censo boliviano de 2012 |
| 2024 | 15 464                 |                        | Censo boliviano de 2024 |

## Transporte
Caquiaviri se encuentra a 100 kilómetros por carretera al suroeste de La Paz, la sede de gobierno de Bolivia. Desde La Paz, la carretera asfaltada Ruta 2 conduce a El Alto, y de allí la Ruta 19 lleva en dirección suroeste como camino asfaltado hasta Viacha y más allá como camino de tierra hasta Caquiaviri. La Ruta 19 luego conduce a través de Achiri hasta llegar a Charaña en la frontera con Chile.